# Gian Gerolamo Grumelli
 Gian Gerolamo Grumelli  est un noble italien du XVIe siècle. Il naît en 1536 à Albino, dans la province de Bergame, ville faisant alors partie (depuis 1428) des Domaines de Terre-ferme — en italien, Domini di Terraferma — de la république de Venise.

## Biographie
En 1546, alors âgé de seulement de dix ans, Gian Gerolamo Grumelli est nommé Chevalier de l’Ordre de l’Éperon d’or. Il étudie à l'université de Padoue. En 1562, il est nommé comte du Palais sacré par Pie IV. En 1580, il est nommé député de la presse.

### Vie privée
En 1560, il épouse Maria Secco d'Aragona, la fille de Francesco Secco d'Aragona, mais celle-ci meurt l'année suivante. En 1561, il épouse sa seconde femme, Isotta Brembati, fille du comte Girolamo Brembati, une poétesse qui lui donna cinq enfants. À la suite d'un second veuvage, il épousa en 1587 sa troisième épouse, Camilla Pedrocca de Brescia.

## Postérité
Gian Gerolamo Grumelli est surtout connu pour être représenté dans Le Gentilhomme en rose, un portrait en pied conservé à Bergame (aussi nommé Le Chevalier en rose) réalisé par Giovanni Battista Moroni. Cet artiste a également peint un portrait de sa seconde femme, Isotta Brembati, quelques années auparavant.

## Distinctions
- Chevalier de l'Éperon d'or.